# 데니스 푸실린
데니스 블라디미로비치 푸실린(러시아어: Дени́с Влади́мирович Пуши́лин, 문화어: 제니스 뿌쉴린, 1981년 5월 9일 ~ )은 도네츠크 인민공화국의 정치인이다. 그는 도네츠크 인민공화국의 주지사(2014년 5월 15일 ~ 2014년 7월 18일)였으며, 도네츠크 인민공화국 최고회의 공동의장(2014년 4월 7일 ~ 2014년 5월 15일)이었다. 동년 11월 14일, 도네츠크 인민공화국 최고회의 부의장으로 취임했다.
2018년 11월 20일 도네츠크 인민공화국의 제2대 국가수반으로 취임하였다.

## 연대기
푸실린은 1981년 5월 9일, 우크라이나 동부 도시인 마키이우카에서 태어났다. 1998년 마키이우카 시립 중학교를 졸업했으며, 1999년부터 2000년까지는 우크라이나 방위군으로 복무했다. 또한, 돈바스 건축토목공학 아카데미를 졸업하기도 하였다.
2002년부터 푸실린은 무역 회사 ‘달콤한 인생’에서 일하기 시작했다. 2011년부터 2013년까지는 피라미드 금융 사기 업체 MMM-2011의 기획자로 일하게 되었다. 푸실린은 이때 자신과 연류된 금융 사기를 부인하지 않았으며, "그때 당시 금융 사기는 러시아에서 합법이었다."라는 말을 하였다.
2014년 5월 19일, 우크라이나에서 친러시아 시위가 본격화되자 푸실린은 자칭 도네츠크 인민 공화국 최고 회의의 의장이 되었고, 자칭 도네츠크 인민 공화국 헌법에 따라 5월 15일 자칭 도네츠크 인민의 주지사로 선출되었다. 푸실린은 6월 7일과 6월 12일에 걸친 두 번의 암살 시도에서 살아남기도 하였다. 푸실린은 이 사건들이 발생한 당시 모스크바에 있었으며, 이 사건들은 널리 알려지게 되었다.
2014년 6월 29일, 푸실린은 리아 노보스티와의 인터뷰에서 리나트 아흐메토프의 기업들을 포함한 공화국 내 모든 우크라이나 메이저 산업체는 2015년 말까지 모두 국유화 될 것이라고 발표하였다. 2014년 7월 18일, 푸실린은 주지사직을 사임하였다. 동년 11월 14일, 자칭 도네츠크 인민공화국 최고회의 부의장으로 취임했다.
2018년 9월 7일, 수반 알렉산드르 자하르첸코 사망으로 수반 권한대행직을 역임하였다.
2018년 11월 11일 돈바스 지역 자체 수반 선거에서 푸실린이 60.85% 득표율로 도네츠크 인민공화국 2대 수반으로 당선되었다.